# Šarišské Michaľany (przystanek kolejowy)
Šarišské Michaľany – czynny przystanek kolejowy we wsi Šarišské Michaľany w powiecie Sabinov w kraju preszowskim na Słowacji.